# Axtaçı-Qarabucaq
Axtaçı-Qarabucaq è un comune dell'Azerbaigian situato nel distretto di Kürdəmir. 